# Medaillenspiegel der Olympischen Winterspiele 1998
Diese Tabelle zeigt den Medaillenspiegel der Olympischen Winterspiele 1998 in Nagano. Die Platzierungen sind nach der Anzahl der gewonnenen Goldmedaillen sortiert, gefolgt von der Anzahl der Silber- und Bronzemedaillen. Weisen zwei oder mehr Länder eine identische Medaillenbilanz auf, werden sie alphabetisch geordnet auf dem gleichen Rang geführt. Dies entspricht dem System, das vom IOC verwendet wird.
Im Zweierbob der Männer gab es zwei Erstplatzierte und keinen Zweitplatzierten, im Super-G der Männer wurden zwei Silber- und keine Bronzemedaille vergeben, im Viererbob der Männer erhielten zwei Teams die Bronzemedaille.

## Medaillenspiegel
| Platz | Mannschaft                | Gold | Silber | Bronze | Gesamt |
| ----- | ------------------------- | ---- | ------ | ------ | ------ |
| 01    | Deutschland (GER)         | 12   | 9      | 8      | 29     |
| 02    | Norwegen (NOR)            | 10   | 10     | 5      | 25     |
| 03    | Russland (RUS)            | 9    | 6      | 3      | 18     |
| 04    | Kanada (CAN)              | 6    | 5      | 4      | 15     |
| 05    | Vereinigte Staaten (USA)  | 6    | 3      | 4      | 13     |
| 06    | Niederlande (NED)         | 5    | 4      | 2      | 11     |
| 07    | Japan (JPN)               | 5    | 1      | 4      | 10     |
| 08    | Österreich (AUT)          | 3    | 5      | 9      | 17     |
| 09    | Südkorea (KOR)            | 3    | 1      | 2      | 6      |
| 10    | Italien (ITA)             | 2    | 6      | 2      | 10     |
| 11    | Finnland (FIN)            | 2    | 4      | 6      | 12     |
| 12    | Schweiz (SUI)             | 2    | 2      | 3      | 7      |
| 13    | Frankreich (FRA)          | 2    | 1      | 5      | 8      |
| 14    | Tschechien (CZE)          | 1    | 1      | 1      | 3      |
| 15    | Bulgarien (BUL)           | 1    | —      | —      | 1      |
| 16    | Volksrepublik China (CHN) | —    | 6      | 2      | 8      |
| 17    | Schweden (SWE)            | —    | 2      | 1      | 3      |
| 18    | Dänemark (DEN)            | —    | 1      | —      | 1      |
| 0     | Ukraine (UKR)             | —    | 1      | —      | 1      |
| 20    | Kasachstan (KAZ)          | —    | —      | 2      | 2      |
| 0     | Belarus (BLR)             | —    | —      | 2      | 2      |
| 22    | Australien (AUS)          | —    | —      | 1      | 1      |
| 0     | Belgien (BEL)             | —    | —      | 1      | 1      |
| 0     | Großbritannien (GBR)      | —    | —      | 1      | 1      |
|       | Gesamt                    | 69   | 68     | 68     | 205    |